# کشکول

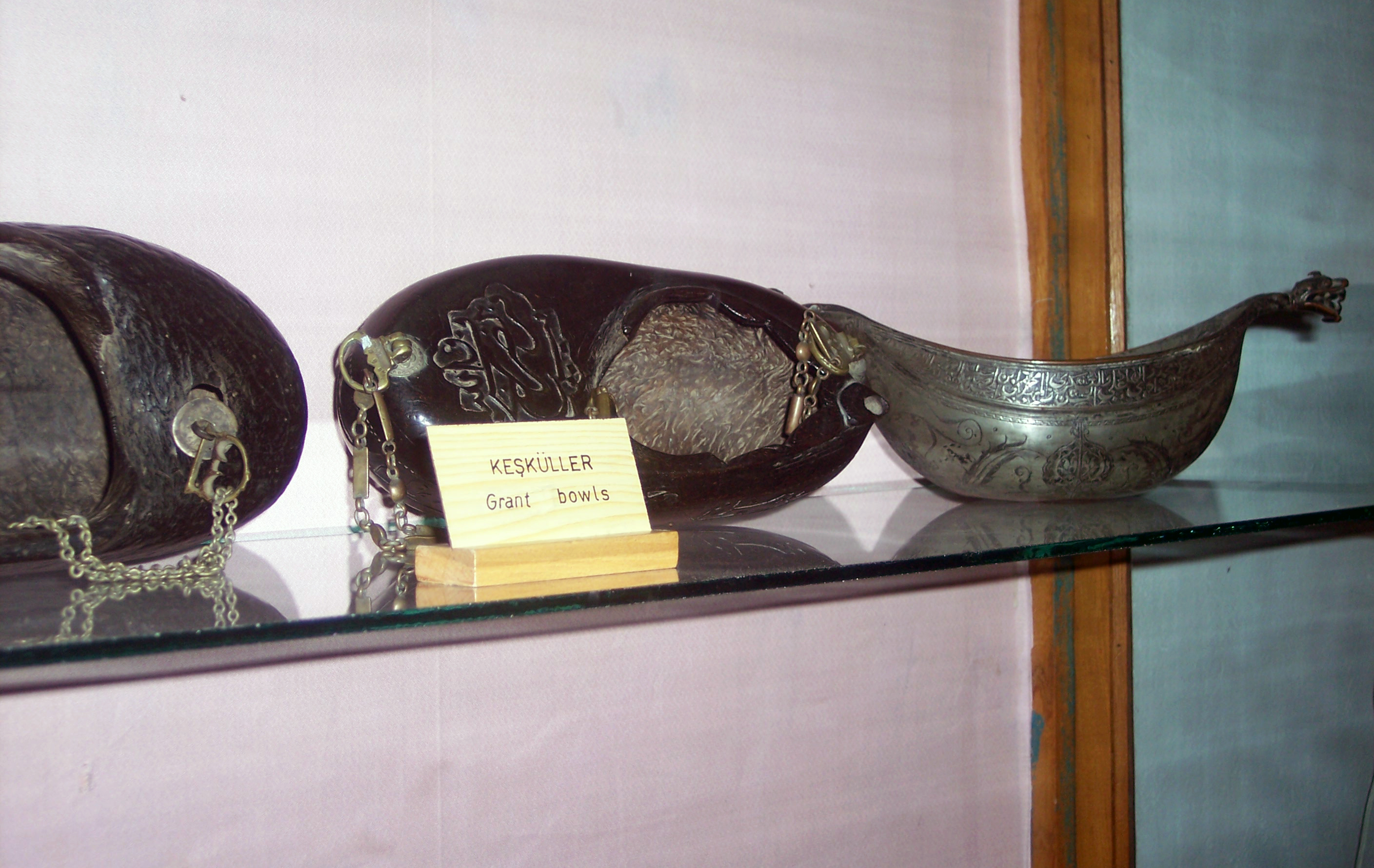
کشکول مخصوص صوفیان

کشکول ظرفی کوچک است که درویش‌ها و صوفیان به دست می‌گیرند. کشکول ظرفی ساخته شده از پوست میوه‌ای شبیه نارگیل یا فلز و سفال است که درویش‌ها آن را با زنجیری به شانه می‌آویزند. کشکول ظهیرالدوله و کشکول شاه نعمت‌الله ولی از کشکول‌های مشهور است. در میان صوفیان ایران کشکول به حدی رواج پیدا کرد که از لوازم یا به اصطلاح درویشان از وصله‌های مهم فقر شد و جنبه روحانی و معنوی به خود گرفت و برجسته‌ترین نشانی شناسائی درویشان بود.

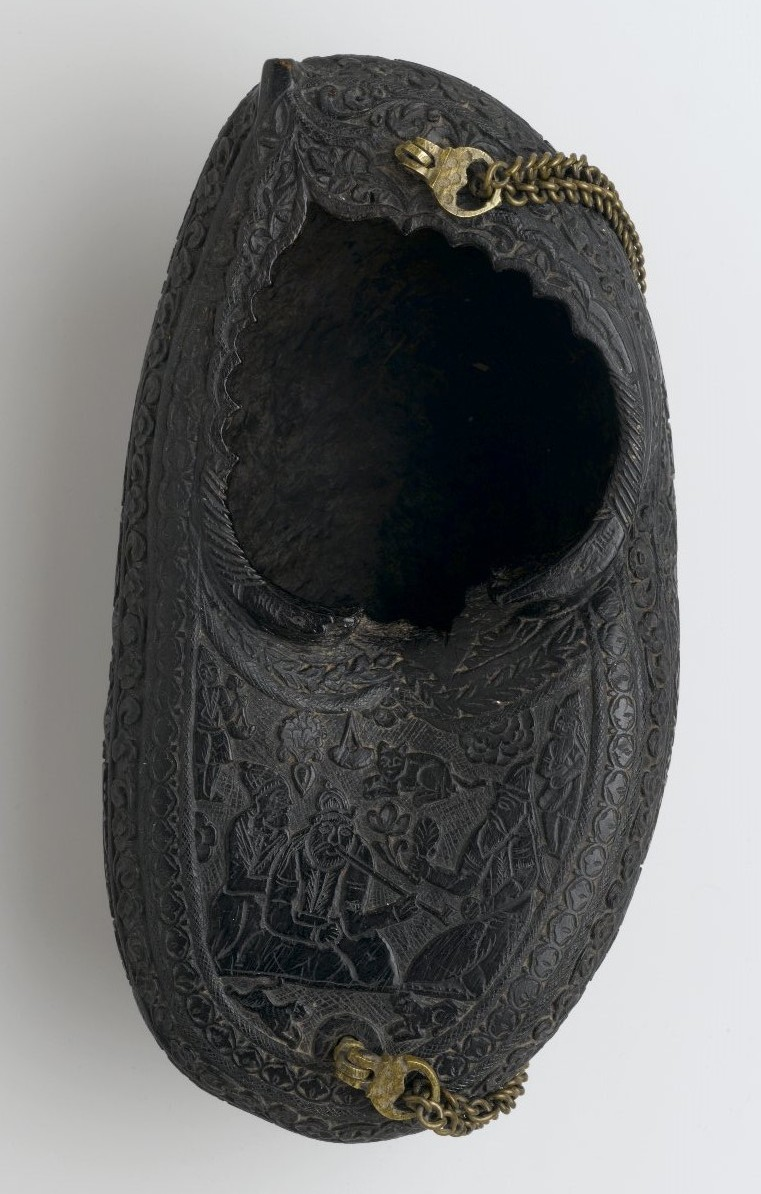
کشکول مربوط به سال ۱۲۸۰، موجود در موزه بروکلین

## معنا
معنی کشکول، کشیدن به دوش است. چه «کش» به معنای پهلو و «کول» دوش و کتف را گویند و چون معمولاً درویشان زنجیر کشکول را روی دوش می‌انداختند آن را کشکول خواندند.

## تاریخ کشکول‌زنی در ایران
تاریخ دقیقی از شروع این هنر در بین ایرانیان در دست نیست اما ظروف کشکول فلزی مربوط به صفویه موجود است. همچنین اشاره‌هایی به کشکول‌های هلالی شکلی وجود دارد که برای سرو شراب در قرن هفتم هجری مورد استفاده می‌گرفته‌است.